# Unió Esportiva Vilassar de Mar
La Unió Esportiva Vilassar de Mar es un club de fútbol española de la localidad barcelonesa de Vilasar de Mar, en El Maresme. Fue fundado en 1923, y actualmente juega en la Tercera División de España (Grupo V).

## Historia
El fútbol aparece en Vilasar de Mar hacia el año 1910 con la fundación de los dos primeros clubes, el Vilassar Football Club y el Football Club Levantino. Cinco años después, en 1915, el Levantino desaparece y se transforma en el Ràcing F. C. de Vilassar. Los dos clubes de fútbol de la localidad se disolvieron sólo unos años después.
El 6 de junio de 1923 se funda el actual Unió Esportiva Vilassar de Mar, que tuvo como primer presidente el señor Joaquim Carreras.
Para el año 1946 se inauguró el campo de la carretera de Argentona coincidiendo con la Festa Major de Vilassar. Este nuevo campo sustituía el antiguo de la avenida de Montevideo, que había quedado deteriorado tras la Guerra civil española.
Ya en 1971, el club se trasladó a otro campo, el del Camí del Mig, donde jugó durante más de veinte años.
En 1991 la Unió Esportiva Vilassar de Mar se enfrentó al Fútbol Club Barcelona en el partido inaugural del nuevo estadio municipal de césped artificial que después sería bautizado con el nombre de Xevi Ramon.
Desde su nacimiento hasta el final de la década de los noventa la Unió Esportiva militó en categorías regionales y territoriales. El ascenso a la Tercera División de España se produjo la temporada 1996-97, pero solo dos años después, en la 1998-99, cuestiones admnistrativas hicieron que el club perdiera la categoría, dado que era el segundo filial del R. C. D. Espanyol de Barcelona, y al descender ese año el Espanyol "B" a Tercera, ambos filiales no podrían coincidir en la misma categoría. Sólo unos años después, en la temporada 1999-00, el club volvía a recuperar un lugar en Tercera, categoría que iría alternando con la Primera División Catalana.

## Estadio
La Unió Esportiva Vilassar de Mar juega sus partidos como local en el Xevi Ramon, campo que fue inaugurado el 21 de mayo de 1991, con un terreno de juego de césped artificial, una superficie novedosa para la época. El equipo invitado para la inauguración fue el mismísimo Fútbol Club Barcelona. Actualmente tiene una aforo máximo de 4.000 personas, de las cuales 1000 de ellas son localidades de butaca.

## Entrenadores
Cronología de los entrenadores
| - 1984-1990: Lluís Guri. - 1994-1997: Miguel Álvarez Jurado. - 1997-1997: Daniel Solsona - 1997-1998: Miquel Corominas. |  | - 2001-2003: Rubi. - 2004-2005: Miquel Olmo. - 2005-2006: Miquel Corominas. - 2006-2007: Jaume Torras Planas. |  | - 2009-2009: Manu González. - 2011-2013: Albert Tomàs. - 2018-Presente: Alberto Aybar. |

## Datos del club
- Temporadas en Tercera División: 13.
- Clasificación histórica de la Tercera División: 495º.

### Cronogramas
Desde que figuran datos clasificatorios hasta la creación de la Regional Preferente:
*Entre 1975 y 1982 el equipo senior no compite en ninguna categoría.
Desde el retorno del senior hasta la creación de la Primera División Catalana:
Durante la existencia de la Primera División Catalana hasta la reestructuración del fútbol catalán de 2011:
Desde la citada reestructuración:

## Palmarés

### Torneos regionales
- Primera Catalana (2): 2015-16, 2018-19.
- Primera Regional (1): 1989-90.
- Segunda Regional (1): 1985-86.